# Coprosma spathulata
Coprosma spathulata är en måreväxtart som beskrevs av Allan Cunningham. Coprosma spathulata ingår i släktet Coprosma och familjen måreväxter.

## Underarter
Arten delas in i följande underarter:
- C. s. hikuruana
- C. s. spathulata